# Sternula saundersi
Il fraticello di Saunders (Sternula saundersi, Hume, 1877), è un uccello della sottofamiglia Sterninae nella famiglia Laridae.

## Sistematica
Sternula saundersi non ha sottospecie, è monotipica.

## Distribuzione e habitat
Questa sterna vive lungo le coste del Mar Rosso e poi a sud fino alla Tanzania e sulle coste del Golfo Persico e di qui a est fino all'India e lo Sri Lanka. Vive anche sulle Maldive, in Madagascar e probabilmente anche sulle Seychelles. Alcune popolazioni migrano anche più ad est, fino alla Malaysia.